# Турбинская
Турбинская (Юрты Турбинские) (сибирскотат. 
Торбо́) — деревня в Тобольском районе Тюменской области. Входит в сельское поселение Кутарбитское.

## География
Юрты Турбинские считаются в Кутарбитском поселении местом труднодоступным, но в последнее время проложили гравий на дорогу и добраться до деревни стало намного легче . Весной деревню от большой земли отрезает паводок, поэтому единственное средство передвижения до Кутарбитки – лодка..

## История
Юрты — Турбинская, одно из древнейших поселений в Тобольском районе на берегу реки Турбы. Находится в километре от старого каторжного тракта. Когда-то по этой дороге, прошли Фёдор Достоевский, декабристы. По тракту везли в Тобольск и последнего царя Николая II. 
Еще раньше тут проплыли струги атамана Ермака. В Ремезовской летописи приводятся интересные подробности:
"И приплыли к устью Турбы, к концу Долгого Яра… И увидели, что стоит огромное басурманское войско, ожидающее прихода Ермака. Казаки же совсем испугались и причалили к острову повыше Яра."
Изначально деревня находилась на территории современной деревни Худякова, что находиться на горе, где сейчас находится мусульманское кладбище. С горы она перенесена была во времена правительства Екатерины II.  
С конца XIX века по 30-е годы XX века в юртах Турбинских проповедовал ишан Халил Халилов. Он построил новую мечеть, открыл женское и мужское медресе, в которые приезжали за образованием и из Томской губернии, и с Зауралья. Он организовал строительство моста через реку, построил водяную мельницу. Своих учеников отправлял овладевать кожевенным искусством к лучшим мастерам в Тюмень. 
В 1913 году Тухтасын Айтмухаметов вместе с волостным старшиной Камалетдином Халиловым, братом ишана Халила, был приглашён на празднование 300-летия Дома Романовых. Не обошли стороной юрты ни Гражданская война, ни коллективизация, ни репрессии. Рассказывают, как в гражданскую войну на яру соседней деревни Худяковой был страшный бой. Высоту занимали то белые, то красные. Когда измотанные сражением, голодные и оборванные бойцы спускались в юрты Турбинские, одинаково лечили и кормили тех и других. А молодых жён и дочерей в это время прятали от чужого глаза в погребах, застилая сверху дёрном. Говорят, что приказ не трогать местных жителей и муллу дал сам Блюхер. 
В 1924 году новой советской властью дети ишана Халила, были высланы из деревни. С больным отцом разрешили остаться только старшему сыну Абдулхаку. После смерти ишана в деревни настали страшные времена. Когда в деревню приходили муллы, то люди со страхом прогоняли их прочь. 
Многих раскулаченных выслали на север.  
Богатейшая библиотека ишана была уничтожена. Часть книг успели закопать в лесах. Где точно, теперь уже никто не знает.
Сегодня одна из деревенских улиц названа фамилией Халилова.
Мечеть, построенная ишаном Халилом, сгорела в 70-х годах XX века. Здесь в ту пору размещался колхозный клуб.
- Пожар случился ночью, - вспоминает староста мечети Тимергали-абый Шарипов. – Проснулась вся деревня. Я тоже побежал к мечети. К зданию было не подступиться из-за сильной жары. Спасти мечеть уже было невозможно. Люди поливали ведрами землю, чтобы не дать перекинуться огню на соседние дома. Ходили разговоры, что причиной пожара стало короткое замыкание. А здание было еще очень крепкое, простояло бы лет сто…
В 2008 году мечеть вновь заработала.

## Население
| 2010 |
| ---- |
| 136  |

Юрты Турбинские – деревня не маленькая. По точным данным старосты Хасимы Тактабаевны, здесь проживают 167 человек. 67 добротных домов стоит в деревне, ещё пять на завершающем этапе строительства, четыре семьи приехали с севера и взяли участки под строительство.

## Инфраструктура
В деревне насчитывается 3 улицы. Деревня газифицирована. Рядом расположено действующее мусульманское кладбище. В деревне есть библиотека. 

## Галерея

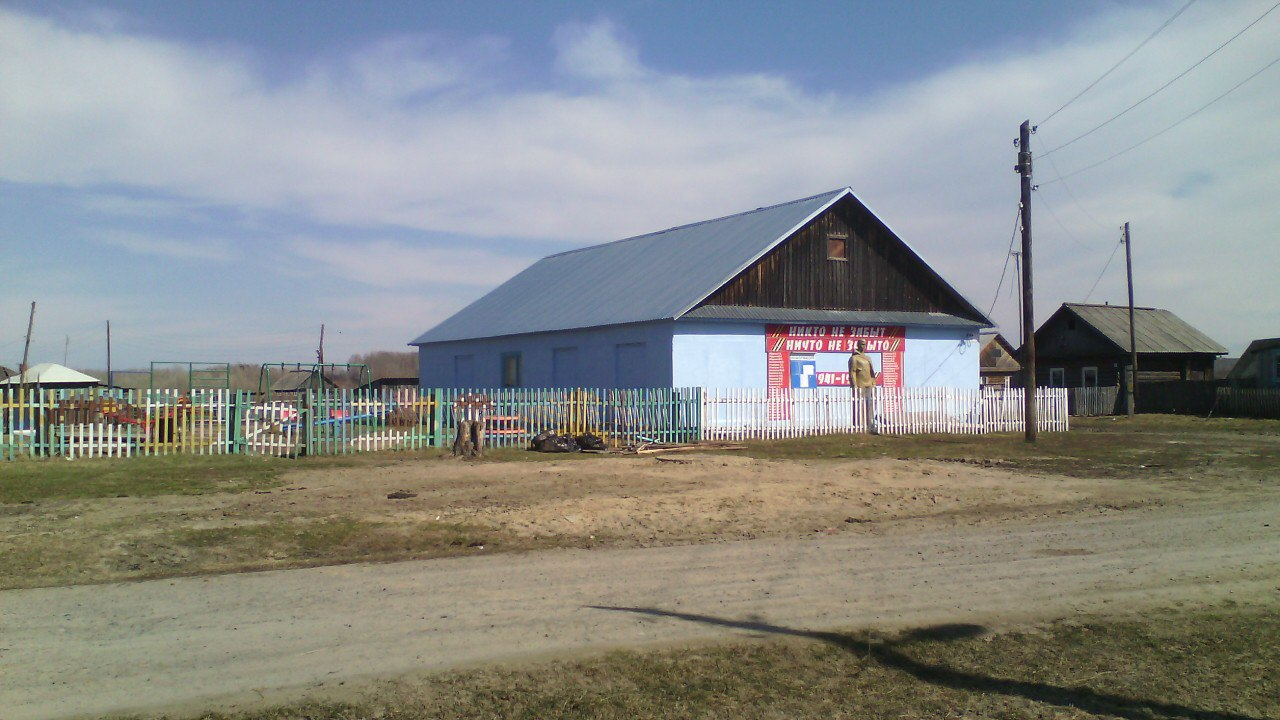
детская площадка
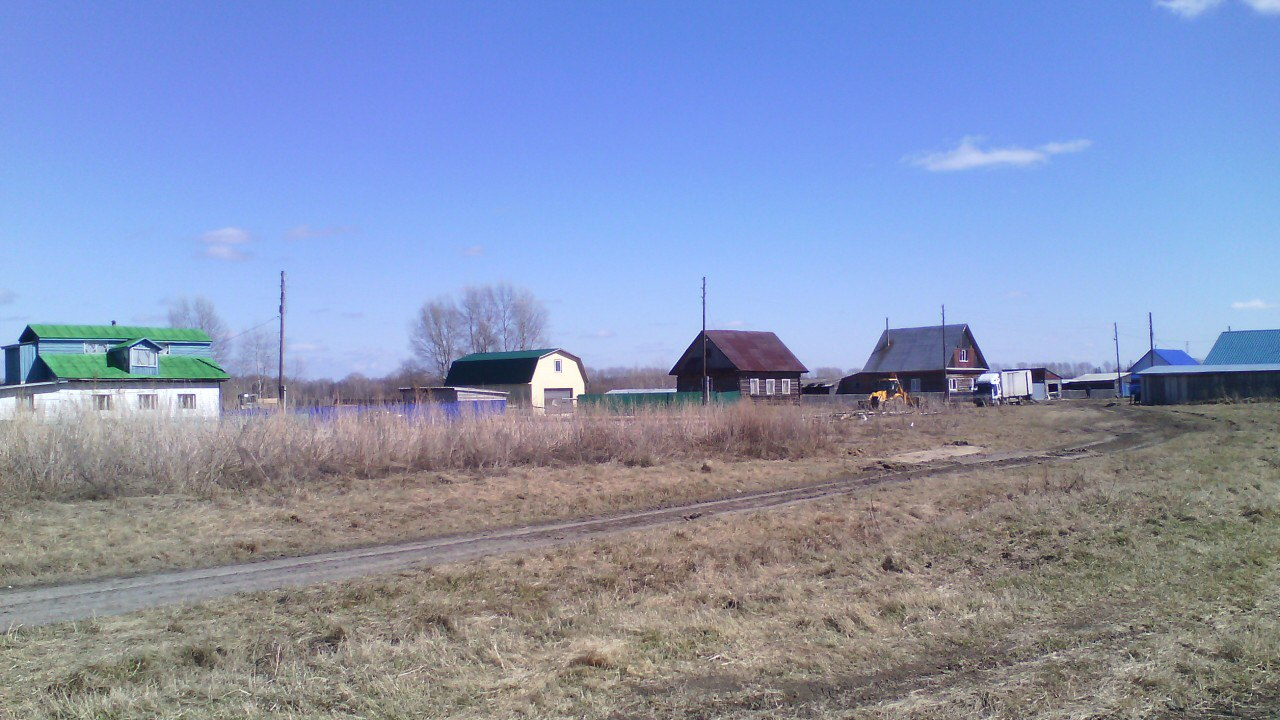
Улица Набережная
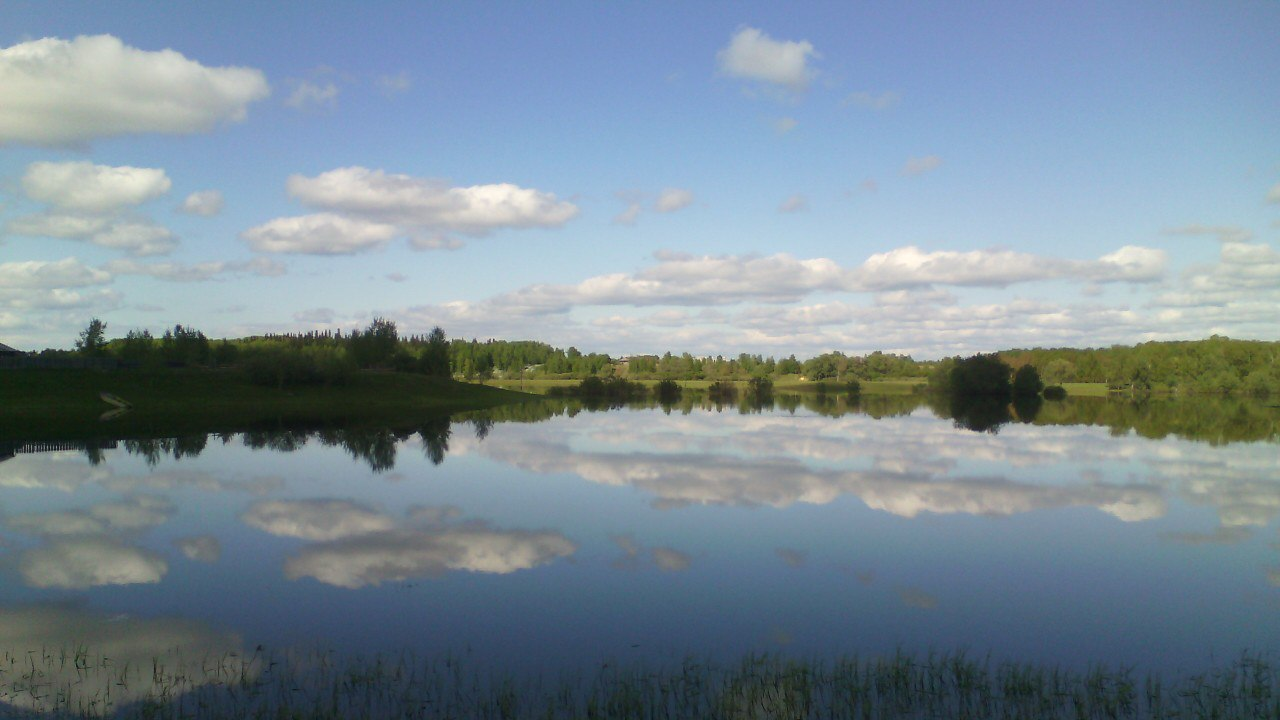
Река Турба
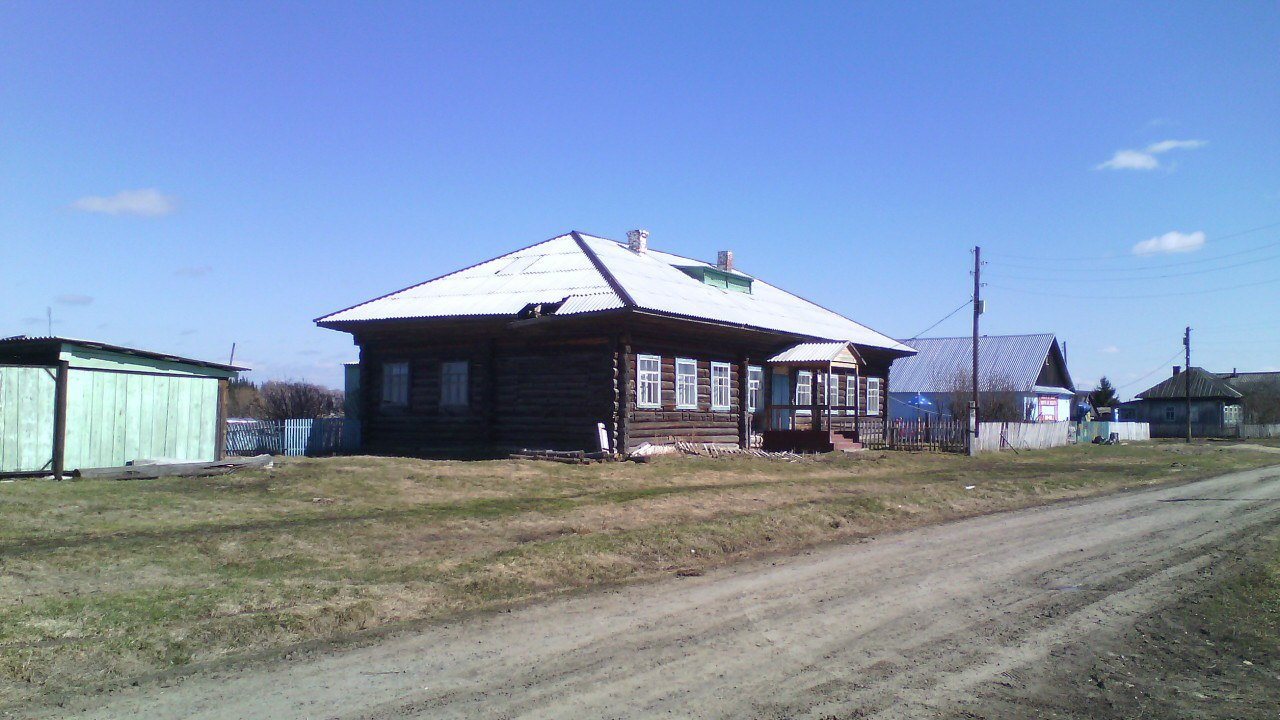
Школа